# Yi In-Seong
Yi In-seong (Hangul: 이인성) es un novelista surcoreano.

## Biografía
Yi In-seong nació el 9 de diciembre de 1953 en Jinhae, provincia de Gyeongsang del Sur, Corea del Sur. Creció en una familia de académicos y desde adolescente empezó a escribir. Se graduó y realizó un máster en la Universidad Nacional de Seúl en Literatura Francesa. En esta época creó la revista literaria Exploraciones lingüísticas.
Trabajó como profesor en la Universidad Hankook de Estudios Extranjeros.

## Obra
Con espíritu de experimentación, ha desafiado la gramática de la narración realista y los postulados convencionales de la relación entre el autor, el texto y el lector. Hacia un tiempo poco familiar (Natseon sigan sogeuro, 1983), su primera novela, cuenta el típico deambular de un hombre joven, pero emplea técnicas narrativas diseñadas para desfamiliarizar la realidad descrita, como mezclar los tiempos verbales, fusionar la fantasía y la realidad y sobreponer las secuencias. La tumba de los años pasados (Geu seworui mudeom, 1987) y Ahora que él está enfrente de mí (Jigeum geuga nae apeseo) también emplean algunas de estas técnicas para dar forma a la conciencia interior de los personajes. Lo que Yi In-Seong quiere problematizar es la estabilidad de la dicotomía realizador-público, escritor-lector y, en última instancia, yo-otro. En Sobre ti (Dangsine daehaeseo) y Mi declaración a tu interrogatorio (Dangsinui simmune daehan naui jagi jinsul), el escritor juega con varios pronombres personales para deconstruir la estabilidad de las identidades separadas. A través de estos experimentos, intenta despertar la conciencia de los lectores y comprometerlos más activamente en el acto de la lectura. Reconociendo la violencia implícita en el lenguaje, estas obras desmantelan las formas establecidas de leer y los hábitos de pensamiento asociados a esas convenciones.

## Obras en coreano (lista parcial)
Recopilaciones
- Respiración corta y continua (Haneopsi najeun sumgyeol, 1989)
- Imaginando el último romance (Majimak yeonaeui sangsang)

Estudios críticos
- Comedia del festival. Estudio sobre Moliere (Chukjee gwanhan huigeuk)